# Comarques de la Rioja
La Comunitat Autònoma de La Rioja no compta amb una divisió oficial de comarques. Tradicionalment s'ha fet servir la que consisteix en els nou partits judicials que hi ha des d'antic, corresponents a Haro, Santo Domingo de la Calzada, Nájera, Logronyo, Torrecilla en Cameros, Calahorra, Arnedo, Alfaro i Cervera del Río Alhama.

Comarques de La Rioja

De forma més general, La Rioja es considera dividida en tres regions, la Rioja Alta, la Mitjana i la Baixa, segons la llera del riu Ebre, contant cadascuna d'elles amb zona de vall en la seva zona nord, de clima mediterrani i zona de Serra en la zona sud, de clima continental. Degut al fet que els antics partits judicials de Santo Domingo de la Calçada i Nájera cobrien localitats situades en vall i serra i atenent a la gran diferència orogràfica entre aquestes zones, sembla més correcte tractar a les seves respectives zones de Serra Ezcaray i Anguiano com a comarques. A més tradicionalment la comarca de Torrecilla en Cameros (coneguda habitualment com a Cameros) és dividida en Camero Nuevo i Viejo.

## Comarques
Segons l'argumentat podem considerar la següent divisió comarcal, atenent a l'orografia el clima i els usos del terreny: 
- Rioja Alta
  - Serra
    - Anguiano
    - Ezcaray

  - Vall
    - Haro
    - Nájera
    - Santo Domingo de la Calzada
- Rioja Mitjana
  - Serra
    - Tierra de Cameros
      - Camero Nuevo
      - Camero Viejo

  - Vall 
    - Logronyo
- Rioja Baixa
  - Serra
    - Cervera

  - Vall
    - Alfaro
    - Arnedo
    - Calahorra

## Divisions Comarcals de La Rioja
En La Rioja s'han portat a terme diverses comarcalitzacions que segueixen tant criteris d'homogeneïtat com de funcionalitat.

### Segons el Ministeri d'Agricultura
El 1978 el Ministeri d'Agricultura, reunint municipis amb característiques naturals, històriques, socials i econòmiques, va considerar dividir La Rioja en sis comarques:
- Rioja Alta: comprèn el sector més occidental de la vall de l'Ebre, amb una capitalitat compartida pels nuclis d'Haro, Santo Domingo de la Calçada i Nájera.
- Rioja Mitjana: comprèn el sector central de la vall de l'Ebre i és regida per Logronyo.
- Rioja Baixa: comprèn el sector oriental de la Depressió de l'Ebre, amb una capitalitat compartida pels nuclis de Calahorra, Arnedo i Alfaro.
- Serres occidentals: comprèn els municipis localitzats en la Serra de la Demanda i vessant nord de Becs de Urbión (altes valls del Oja i Najerilla).
- Serres centrals o Terra de Cameros: comprèn els municipis localitzats en les altes valls del Iregua i del Leza-Jubera.
- Serres orientals: comprèn els municipis localitzats en les altes valls del Cidacos i Alhama. És la comarcalització més coneguda i utilitzada

### Segons informe de reconeixement territorial
El 1982 el Ministeri d'Obres Públiques i Urbanisme juntament amb el Govern de La Rioja, va realitzar un informe, principalment sota l'autoria de Fernández Blanco, en el qual s'intentava establir àrees de forta homogeneïtat interna, basant-se en la divisions realitzada pel ministeri d'Agricultura, encara que alguns dels seus nuclis no reunís les condicions socials i econòmiques necessàries per a considerar-los caps de comarca. Amb això es van obtenir 13 subunitats.
- Comarca Rioja Alta
  - Subcomarca d'Haro
  - Subcomarca de Santo Domingo de la Calzada
  - Subcomarca de Nájera
- Comarca Rioja Mitjana
  - Subcomarca de Logroño
  - Subcomarca d'Albelda de Iregua
  - Comarca Rioja Baja
- Subcomarca de Calahorra
  - Subcomarca d'Arnedo
  - Subcomarca d'Alfaro
  - Subcomarca de Cervera
- Comarca Serra Rioja Alta
  - Subcomarca d'Ezcaray
  - Subcomarca d'Anguiano
- Comarca Serra Rioja Media
  - Subcomarca de Cameros (Torrecilla en Cameros)
- Comarca Serra Rioja Baja
  - Subcomarca Alto Cidacos (Arnedillo)

### Segons criteris funcionals
El 1983 Arnáez Vadillo va realitzar una proposta sota criteris funcionals. Per a això va identificar les comarques, amb el territori depenent d'un nucli urbà (capçalera comarcal). Segons això va distingir sis comarques: 
- Comarca d'Haro: comprèn la zona nord-occidental de la regió, en el curs baix del riu Oja-Tirón. La seva capçalera és Haro (nucli de nivell jeràrquic I o superior).
- Comarca de Santo Domingo de la Calzada: comprèn l'oest de la regió, comprenent els municipis de la conca mitjana i alta del riu Oja. La seva capçalera és Santo Domingo de la Calzada (nucli de nivell jeràrquic II)
- Comarca de Nájera: comprèn els municipis de tota la conca del riu Najerilla, incloent per tant el sector oriental de la Siierra de la Demanda i el vessant nord dels Picos de Urbión, per considerar que en aquest moment no existia un nucli capaç d'articular aquestes últimes zones indicades.
- Comarca de Logronyo: comprèn els municipis de tota la conca dels rius Iregua, Leza i Jubera, incloent per tant a més del sector central de la depressió de l'Ebre al seu pas per La Rioja, el territori muntanyenc de Cameros pels mateixos motius indicats en el cas de la Comarca de Nájera. La seva capçalera és Logronyo (nucli de nivell jeràrquic 0)
- Comarca de Calahorra: comprèn la zona nord-oest de la regió, comprenent els municipis dels cursos baixos del Cidacos i Alhama. La seva capçalera és Calahorra (nucli de nivell jeràrquic I)
- Comarca d'Arnedo-Cervera de Ric Alhama: comprèn els municipis dels cursos alts i mitjos dels rius Cidacos, Alhama i Linares. La seva capçalera és Arnedo (nucli de nivell jeràrquic II)

### Segons criteris econòmics
El 1987 Gómez Bezares, va establir una nova divisió comarcal, intentant conjuminar criteris d'homogeneïtat i les relacions que entaulen els municipis amb el seu centre funcional. El resultat va ser semblant al d'Arnáez Vadillo, encara que afegia supraunidades i subunidades amb capitals de diferent rang:
- Unitat supracomarcal: Rioja Alta, capital Haro
  - Unitat comarcal:
    - Santo Domingo de la Calzada
    - Nájera

  - Unitat subcomarcal:
    - Serra de la Demanda occidental, Ezcaray
    - Serra de la Demanda oriental, Anguiano
- Unitat supracomarcal: Rioja Media, capital Logroño
  - Unitat comarcal:
    - Camero Nuevo, Torrecilla

  - Unidad subcomarcal:
    - Camero Viejo, San Román
- Unidad supracomarcal: Rioja Baja, capital Calahorra
  - Unidad comarcal:
    - Arnedo
    - Alfaro
    - Cervera de Río Alhama

## Distribució de la població
La distribució de la població quant al nombre d'habitants, com per densitat, és distinta, com es pot veure, la concentració de població en la capital, i en les zones industrials, enfront de la gairebé despoblación de les zones més abruptes, diferència per si solament els diferents tipus de terrenys i usos econòmics.

### Comunitat Autònoma
Núm. de municipis: 174
Superfície: 5.027,91 km^2
Habitants (2007): 308.968
Densitat: 61,45 Hab/ km^2

### Per Regions
- Rioja Alta

Núm. de municipis: 89
Superfície: 1.984,51 {\displaystyle km^{2}}
Habitants (2007): 50.513
Densitat: 25,45 Hab/{\displaystyle km^{2}}
- Rioja Mitjana

Núm. de municipis: 57
Superfície: 1.661,45 {\displaystyle km^{2}}
Habitants (2007): 187.166
Densitat: 112,65 Hab/{\displaystyle km^{2}}
- Rioja Baixa

Núm. de municipis: 28
Superfície: 1.381,95 {\displaystyle km^{2}}
Habitants (2007): 71.289
Densitat: 51,59 Hab/{\displaystyle km^{2}}

### Per zones
- Serra

Nº de municipis: 52
Superfície: 2.062,42 {\displaystyle km^{2}}
Habitants (2007): 13.851
Densitat: 6,72 Hab/{\displaystyle km^{2}}
- Vall

Nº de municipis: 122
Superfície: 2.965,49 {\displaystyle km^{2}}
Habitants (2007): 295.117
Densitat: 99,52 Hab/{\displaystyle km^{2}}

### Per Regions i per zones

#### Rioja Alta
- Serra

Núm. de municipis: 22
Superfície: 970,92 {\displaystyle km^{2}}
Habitants (2007): 6.355
Densitat: 6,55 Hab/{\displaystyle km^{2}}
- Vall

Núm. de municipis: 67
Superfície: 1.013,59 {\displaystyle km^{2}}
Habitants (2007): 44.158
Densitat: 43,57 Hab/{\displaystyle km^{2}}

#### Rioja Mitjana
- Serra

Núm. de municipis: 25
Superfície: 800,27 {\displaystyle km^{2}}
Habitants (2007): 3.242
Densitat: 4,05 Hab/{\displaystyle km^{2}}
- Vall

Núm. de municipis: 32
Superfície: 861,18 {\displaystyle km^{2}}
Habitants (2007): 183.924
Densitat: 213,57 Hab/{\displaystyle km^{2}}

#### Rioja Baixa
- Serra

Núm. de municipis: 5
Superfície: 291,23 {\displaystyle km^{2}}
Habitants (2007): 4.254
Densitat: 14,61 Hab/{\displaystyle km^{2}}
- Vall

Núm. de municipis: 23
Superfície: 1.090,72 {\displaystyle km^{2}}
Habitants (2007): 67.035
Densitat: 61,46 Hab/{\displaystyle km^{2}}